# Jugurtia braunsi
Jugurtia braunsi är en stekelart som först beskrevs av Schulthess 1922.  Jugurtia braunsi ingår i släktet Jugurtia och familjen Masaridae. Inga underarter finns listade i Catalogue of Life.